# Rana chaochiaoensis
Espèce
Statut de conservation UICN

 LC  : Préoccupation mineure
Rana chaochiaoensis est une espèce d'amphibiens de la famille des Ranidae.

## Répartition
Cette espèce est endémique du Sud de la République populaire de Chine. Elle se rencontre dans les provinces du Sichuan, du Guizhou et du Yunnan. 
Sa présence est incertaine en Birmanie et au Viêt Nam.

## Étymologie
Son nom d'espèce, composé de chaochiao et du suffixe latin -ensis, « qui vit dans, qui habite », lui a été donné en référence au lieu de sa découverte, Chao-chiao-city, désormais appelée Zhaojue.

## Publication originale
- Liu, 1946 : A new woodfrog Rana chaochiaoensis with a discussion of its allied species, from West China. Journal of the West China Border Research Society, ser. B, vol. 16, p. 7-14.